# Campeonato Mundial de Esgrima de 1981
El XLV Campeonato Mundial de Esgrima se celebró en Clermont-Ferrand (Francia) entre el 2 y el 13 de julio de 1981 bajo la organización de la Federación Internacional de Esgrima (FIE) y la Federación Francesa de Esgrima.

## Medallistas

### Masculino
| Evento              | Oro                                                                    | Plata                                                                                       | Bronce                                                                                               |
| ------------------- | ---------------------------------------------------------------------- | ------------------------------------------------------------------------------------------- | --- |
| Florete individual  | Vladimir Smirnov URSS                                                  | Petru Kuki Rumania                                                                          | Angelo Scuri · Italia                                                                                |
| Florete por equipos | Vladimir Smirnov Alexandr Romankov Yuri Lykov Sabirzhan Ruziyev URSS   | Angelo Scuri · Andrea Borella · Mauro Numa · Carlo Montano · Italia                         | Matthias Behr Harald Hein Frank Beck Mathias Gey RFA                                                 |
| Espada individual   | Zoltán Székely · Hungría                                               | Alexandr Mozhayev URSS                                                                      | Elmar Borrmann RFA                                                                                   |
| Espada por equipos  | Ashot Karaguian Alexandr Mozhayev Leonid Dunayev Valeri Jondogo URSS   | François Suchanecki · Gabriel Nigon · Daniel Giger · Michel Poffet · Patrice Gaille · Suiza | Ernő Kolczonay · Balázs Dénes · Zoltán Székely · László Pethő · Hungría                              |
| Sable individual    | Dariusz Wódke · Polonia                                                | Imre Gedővári · Hungría                                                                     | Michele Maffei · Italia                                                                              |
| Sable por equipos   | György Nébald · Rudolf Nébald · Imre Gedővári · Pál Gerevich · Hungría | Nikolai Aliojin Andrei Alshan Viktor Krovopuskov Mijail Burtsev URSS                        | Leszek Jabłonowski · Jacek Bierkowski · Tadeusz Piguła · Dariusz Wódke · Andrzej Kostrzewa · Polonia |

### Femenino
| Evento              | Oro                                                                          | Plata                                                         | Bronce                                                                               |
| ------------------- | ---------------------------------------------------------------------------- | ------------------------------------------------------------- | ------------------------------------------------------------------------------------ |
| Florete individual  | Cornelia Hanisch RFA                                                         | Luan Jujie China                                              | Dorina Vaccaroni · Italia                                                            |
| Florete por equipos | Larisa Tsagarayeva Marina Soboleva Valentina Sidorova Nailia Guiliazova URSS | Cornelia Hanisch Ute Wessel Ingrid Losert Sabine Bischoff RFA | Ildikó Schwarczenberger · Edit Kovács · Zsuzsanna Szőcs · Gertrúd Stefanek · Hungría |

## Medallero
| Núm. | País    | Oro | Plata | Bronce | Total |
| ---- | ------- | --- | ----- | ------ | ----- |
| 1    | URSS    | 4   | 2     | 0      | 6     |
| 2    | Hungría | 2   | 1     | 2      | 5     |
| 3    | RFA     | 1   | 1     | 2      | 4     |
| 4    | Polonia | 1   | 0     | 1      | 2     |
| 5    | Italia  | 0   | 1     | 3      | 4     |
| 6    | China   | 0   | 1     | 0      | 1     |
| 6    | Rumania | 0   | 1     | 0      | 1     |
| 6    | Suiza   | 0   | 1     | 0      | 1     |
|      | TOTAL   | 8   | 8     | 8      | 24    |